# Roberto Ferrucci

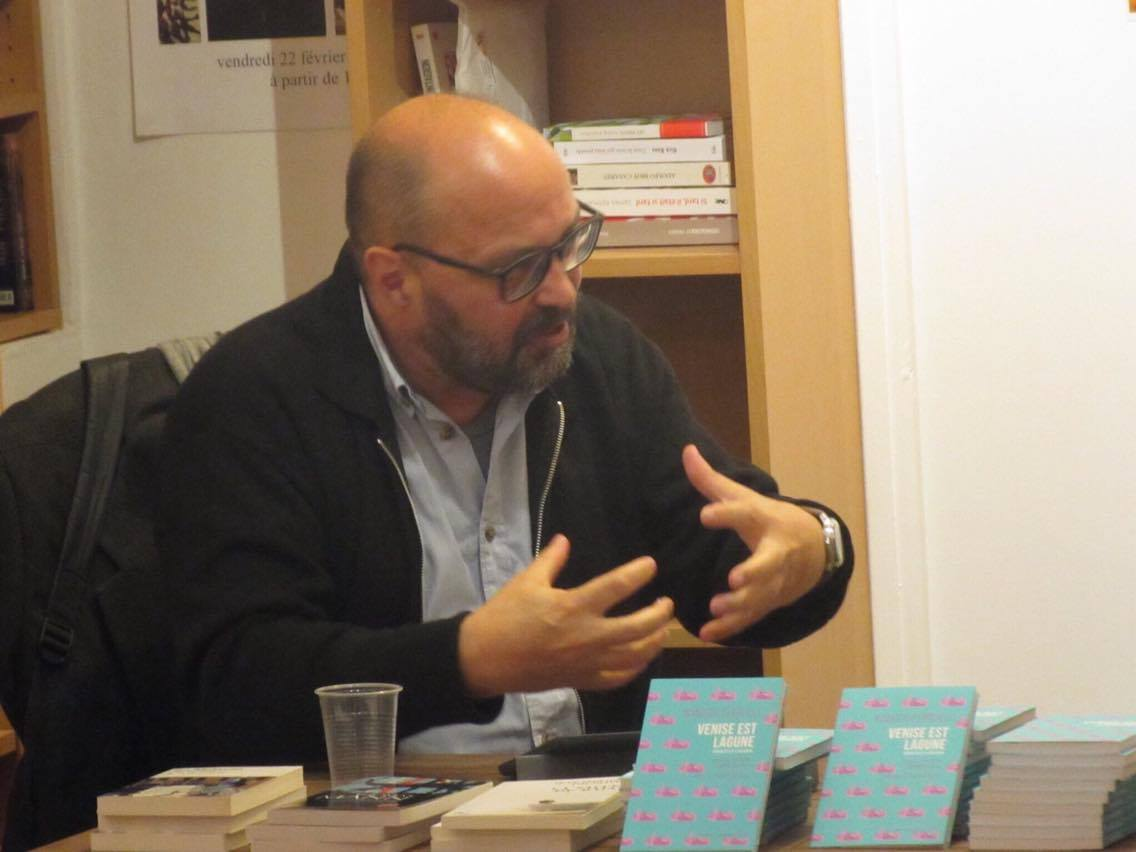
Roberto Ferrucci

Roberto Ferrucci (geboren 1960 in Venedig) ist ein italienischer Schriftsteller.         

## Leben
Roberto Ferrucci wuchs im Stadtteil Marghera auf. Er veröffentlichte 1993 seinen ersten Roman. 
Der Roman Cosa cambia wurde, mit einem Vorwort von Antonio Tabucchi versehen, ins Französische übersetzt, ebenso Sentimenti sovversivi. Von Patrick Deville und Jean-Philippe Toussaint hat Ferrucci mehrere Romane aus dem Französischen übersetzt. 
Ferrucci schreibt Literaturkritiken für verschiedene Zeitungen, seit 2011 regelmäßig für den Corriere della Sera. 
Seit 2002 gibt er Kurse in Kreativem Schreiben an der Universität Padua. 

## Werke (Auswahl)
- Terra rossa. Ancona : Transeuropa, 1993
- Giocando a pallone sull'acqua. Venedig : Marsilio, 1999
- Andate e ritorni, scorribande a nordest. Mestre : Amos, 2003
- Cosa cambia. Venedig : Marsilio, 2007
- Impassibili e maledette. Arezzo : Limina, 2010
- Sentimenti sovversivi.  Mailand : Isbn edizioni, 2011
- Sentimenti decisivi. Mailand : Feltrinelli, 2012

- Venezia è laguna. Mailand : Feltrinelli, 2015